# おおい町立大島小学校
おおい町立大島小学校（おおいちょうりつ おおしましょうがっこう）は、福井県大飯郡おおい町大島にある公立小学校。

## 通学区域
大島（西浦・西村・河村・日角浜・畑村・脇今安・宮留）

## 進学先中学校
- おおい町立大飯中学校

## 学区 / 校区内の主な施設
- 大島郵便局
- 大飯発電所
- 鋸埼灯台
- 赤礁崎オートキャンプ場
- 赤礁埼灯台

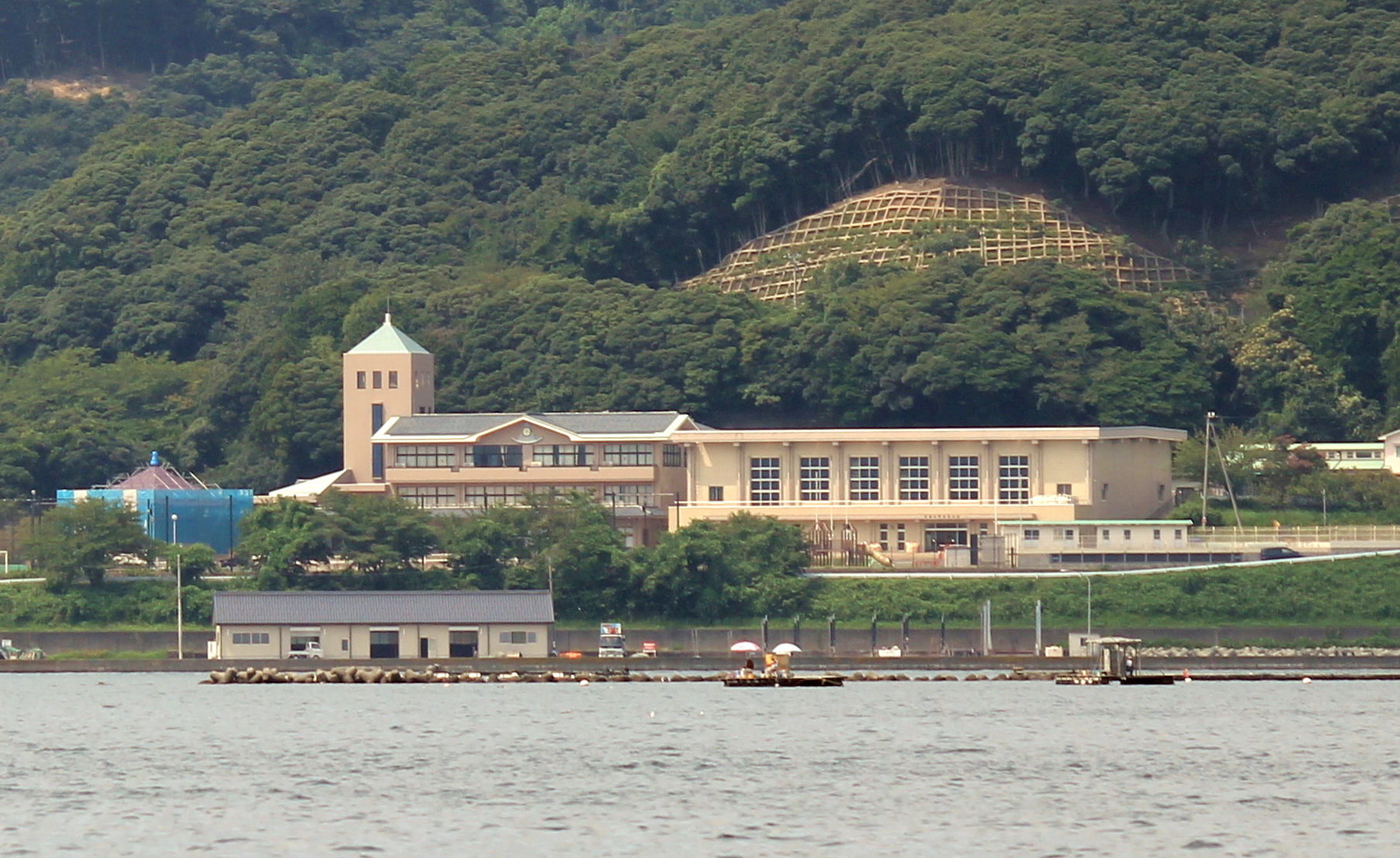
海上より望む 大島小学校
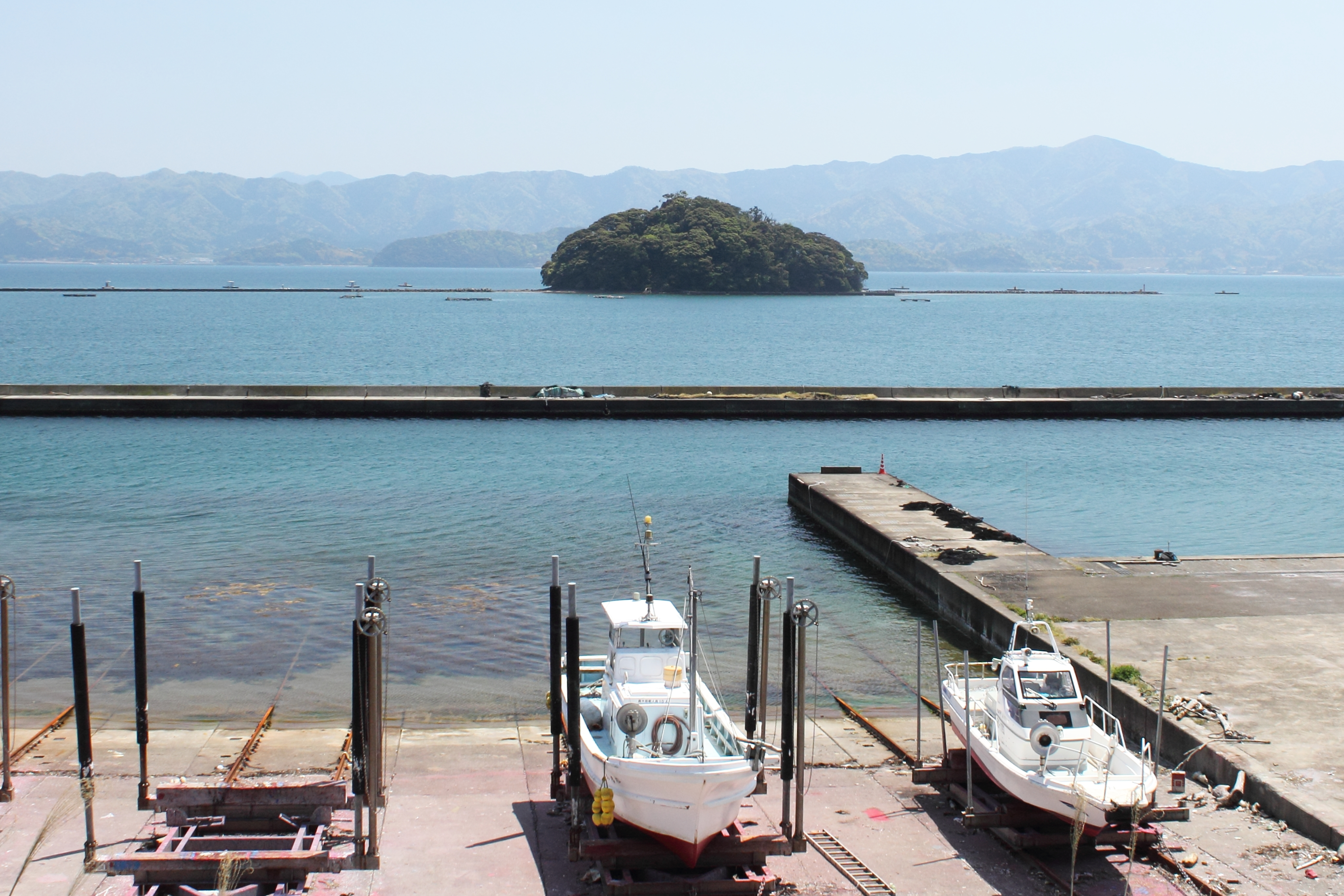
学校前の小浜湾に浮かぶ無人島 冠者島

## 交通
- 福井鉄道バス 大島線（嶺南5） 日角浜 より 332m
- おおい町バス あかぐり崎公園線 日角浜 より 332m